# Ambax
Ambax é uma comuna francesa na região administrativa de Occitânia, no departamento de Alta Garona. Estende-se por uma área de 5,95 km². Em 2010 a comuna tinha 65 habitantes (densidade: 10,9 hab./km²).